# Округ Ејкен (Јужна Каролина)
Округ Ејкен (енгл. Aiken County) је округ у америчкој савезној држави Јужна Каролина. По попису из 2010. године број становника је 160.099.

## Демографија
Према попису становништва из 2010. у округу је живело 160.099 становника, што је 17.547 (12,3%) становника више него 2000. године.
| Група             | 2000.           | 2010.           |
| Белци             | 100.329 (70,4%) | 108.566 (67,8%) |
| Афроамериканци    | 36.442 (25,6%)  | 39.354 (24,6%)  |
| Азијати           | 905 (0,6%)      | 1.329 (0,8%)    |
| Хиспаноамериканци | 3.025 (2,1%)    | 7.824 (4,9%)    |
| Укупно            | 142.552         | 160.099         |